# Sacramento (Messico)
Sacramento è un comune del Messico, situato nello stato di Coahuila.